# Duffus Castle

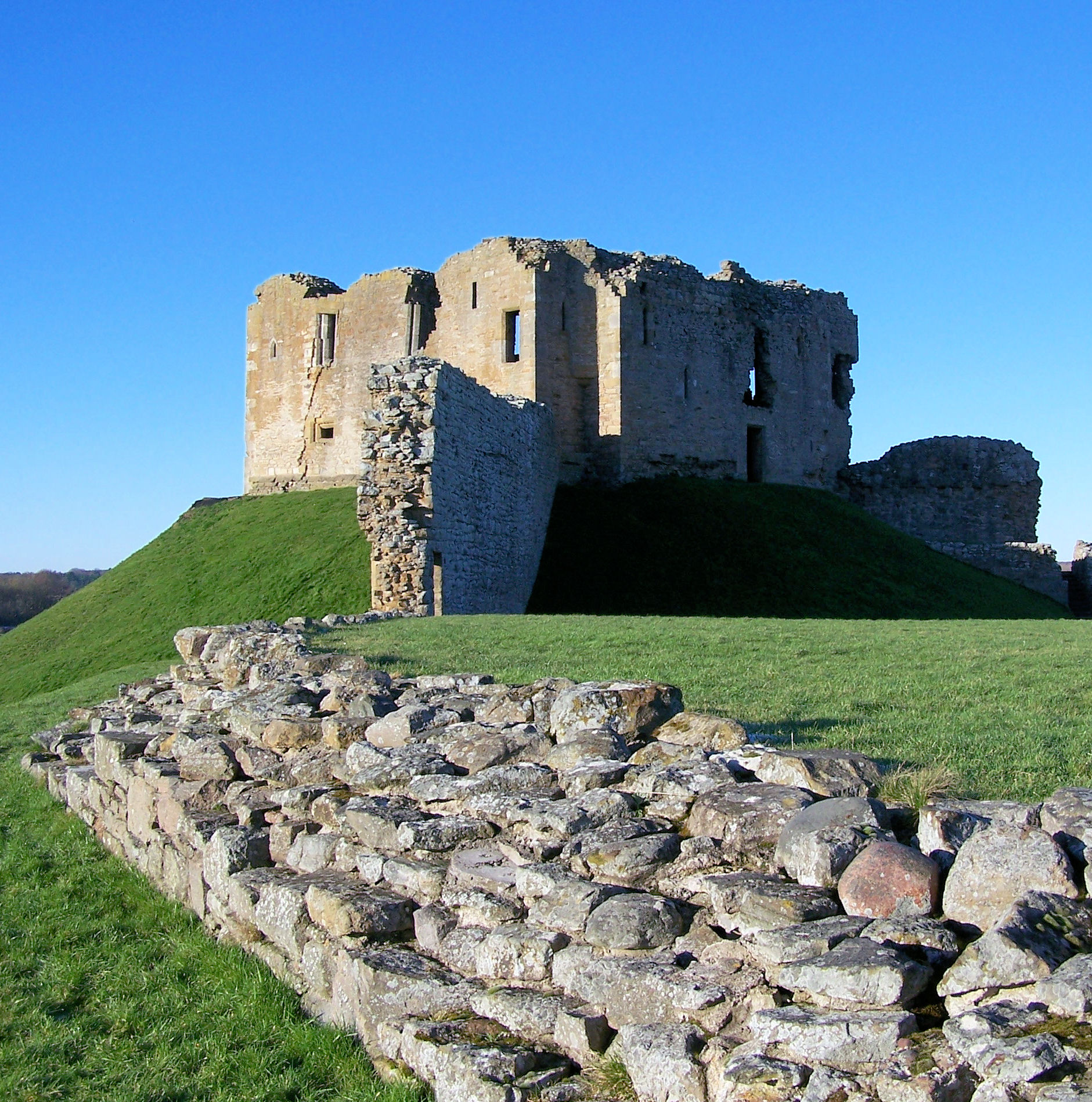
Duffus Castle

Duffus Castle ist eine Burgruine bei Elgin in der schottischen Council Area Moray. Die ursprünglich hölzerne Motte wurde von circa 1140 bis 1705 genutzt. In dieser Zeit unterlag die Burg vielen Veränderungen, deren tiefgreifendste der Abriss der hölzernen Burg und ihre Ersetzung durch eine Steinburg war. Zur Zeit ihrer Erstellung war sie eine der sichersten Festungen Schottlands. Nach dem Tod des 2. Lord Duffus 1705 war die Burg als Wohnstatt unzumutbar und wurde daher aufgegeben.

## Die hölzerne Burg
Moray war ein wichtiger Teil der piktischen Konföderation. Anfang des 12. Jahrhunderts wurde die Provinz von Mormaer von Angus, dem Enkel von Lulach MacGillecomgan regiert, der 1057 Macbeth als König der Schotten nachgefolgt war. Angus, der begierig auf seine Autarkie war und der Expansion der Monarchie nicht traute, rebellierte 1130. Diese Revolte wurden von König David I. niedergeschlagen; er begann, die Provinz mit Adligen und gewöhnlichen Leuten seiner Wahl zu besiedeln.

### Freskin

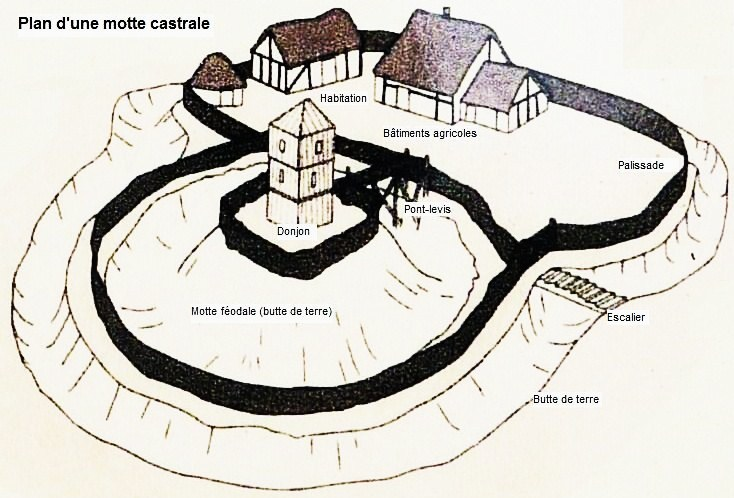
Abbildung einer typischen Motte

Ein wichtiger Ankömmling war Freskin (oder Freskyn), dem schon ein ausgedehntes Anwesen in der Grafschaft Lothian (Stabrock, heute Uphall) gehörte. Er erhielt Land in Duffus von König David I. Freskins Herkunft ist unklar. Historiker sind sich darüber einig, dass er wohl aus Flandern kam, da „Freskin“ ein flämischer Name ist. Zweifellos verlehnte König David, selbst ein normannisierter Magnat mit ausgedehnten Ländereien im nördlichen England und in der Normandie, Ländereien an viele Adlige aus Flandern, ebenso wie an Normannen. Die unwahrscheinlichen Alternativen wären, dass Freskin Angelsachse oder Gäle war, der für König David und seinen englischen General Edward Siwardsson in Moray kämpfte. Damals wurden die flämischen Adligen in Erlassen „Flandrensis“ genannt (was fast nie vorkam). Freskin taucht in keiner zeitgenössischen Quelle auf und wurde nie nach seiner nationalen Herkunft angesprochen. Ab dem 13. Jahrhundert betitelten seine Nachfahren sich als „de Moravia“ (dt.: aus Moray) und waren eine der mächtigsten Familien in Nordschottland geworden.
Es war Freskin, der die Motte aus Holz und Erdwerken auf sumpfigem Grund in der Küstenebene von Moray (Laich of Moray) um 1140 bauen ließ. Sie stand sicher 1151, als der König zu Besuch kam. Die Motte bestand aus einem künstlich errichteten Mound mit steilen Seiten und einem tiefen Graben um seine Basis. Holzgebäude standen auf seinem flachen Gipfel und waren durch eine hölzerne Palisade um die Kante des Gipfelplateaus zusätzlich geschützt. Der Mound war durch eine Vorburg erreichbar. Dabei handelt es sich um einen breiten Geländestreifen, der gegenüber seiner Umgebung erhöht war, aber nicht so hoch wie der Mound. Bei Duffus Castle gelangte man auf den Mound über eingearbeitete Stufen. Die Vorburg enthielt die Bauten, die notwendig waren, um seine Bewohner zu versorgen – Brau- und Backhaus, Werkstätten und Stallungen –, ebenso wie Wohngebäude.
Die Burg wurde 1297 während einer Rebellion gegen die englische Herrschaft über die Region zerstört.

## Die steinerne Burg
Freskins direkte männliche Linie endete 1270 und die Burg fiel durch Heirat mit der Erbin Mary, Tochter von Freskin de Moravia an Sir Reginald le Chen († 1312). Mit dem Tod von Reginald le Chen of Duffus 1345 fiel Duffus Castle an dessen Tochter Mariot, die mit Nicholas, dem zweiten Sohn des 4. Earl of Sutherland, verheiratet war. Die Sutherlands, auch Nachkommen von Freskin, hielten die Burg bis 1705, dann wurde sie aufgegeben.

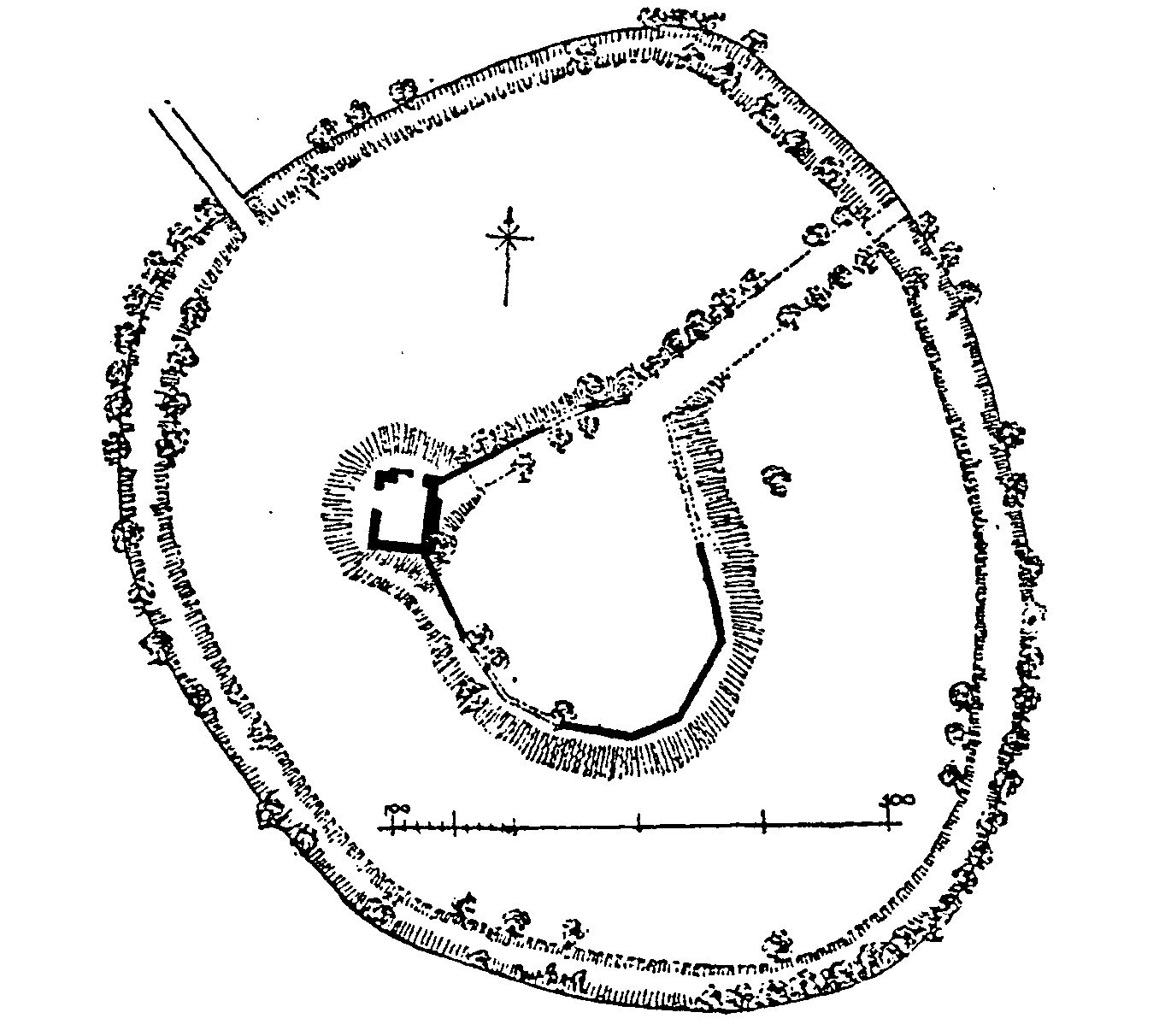
Grundriss der Burg

Es gibt Aufzeichnungen darüber, dass Reginald le Chen 1305 von König Eduard I. von England 200 Eichen aus den königlichen Wäldern von Longmorn und Darnaway geschenkt bekam, „um sein Landhaus in Duffus zu bauen“, was anzeigt, dass ein großes Bauprojekt ausgeführt wurde. Das Holz wurde für Gerüste, Böden und Dächer der neuen, steinernen Festung benötigt.

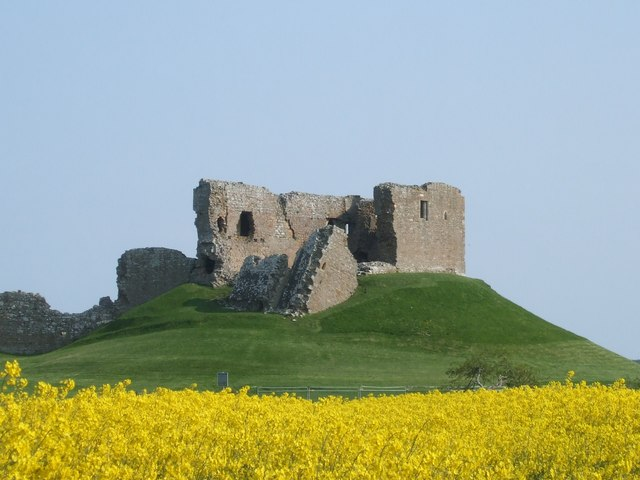
Duffus Castle auf dem Mound mit abgerutschtem Turm

Ein zweistöckiger Turm mit rechteckigem Grundriss wurde auf dem Mound errichtet und war das hauptsächliche Wohngebäude. Im Obergeschoss war der Rittersaal des Burgherrn untergebracht, zusammen mit einer Latrine und Schlafkammern. Das Erdgeschoss war das Hauptlager und beherbergte auch den Haushalt des Burgherrn. Der Turm wurde als Verteidigungsbauwerk mit einer kleinen Zahl schmaler Fenster erstellt. Es gab nur einen Eingang im Erdgeschoss, der mit einem Fallgatter ausgestattet war. Vom Dach führten zwei Türen auf den Umgang der Kurtine. Diese Mauer schloss die Vorburg vollständig ein. Die Rüststangenlöcher in der Kurtine zeigen, dass es eine Reihe von Gebäuden gegeben haben muss. Auf der Nordseite wurde später ein Gebäude errichtet, das eine Küche, einen Rittersaal mit Empfangshalle und das Paradeschlafzimmer beherbergte. Es ist möglich, dass die Sutherlands dieses Gebäude erbauen ließen. Man weiß nicht, wann die Setzungen begannen, aber es gibt Beweise für Reparaturen am Turm, bevor dieser den Mound hinunterrutschte. Am Turm lassen sich keine weiteren Reparaturspuren finden und er mag früh zusammengebrochen sein, aber die neuere Halle wurde zum Hauptwohngebäude. An diesem Gebäude findet man Zeichen laufender Umbauten. 1689 war John Graham, 1. Viscount of Dundee, direkt vor der Schlacht von Killiecrankie Gast von Lord Duffus, einer der letzten wichtigen Besucher vor der Aufgabe der Burg.
Duffus Castle gilt als Scheduled Monument.